# Palazzo dei Marescialli
Palazzo dei Marescialli dei Consiglio, conhecido apenas como Palazzo dei Marescialli, é um palácio localizado na Piazza dell'Indipendenza, no rione Castro Pretorio de Roma, bem na esquina da Via San Martino della Battaglia com a Via Vittorio Bachelet, em frente ao Villino Centurini. É a sede do Conselho Superior da Magistratura da Itália.

## História
A área na qual o palácio foi construído já era considerada estratégica na época do Império Romano, quando foi construída ali o Castro Pretório, o principal quartel da Guarda Pretoriana na cidade, fora do traçado do Muralha Serviana. No século XVI, a região foi ocupada por villas, entre elas uma conhecida como Vigna del Macao, dos jesuítas, que tinha este nome por causa de sua função: formar missionários para atuar na China (incluindo a cidade de Macau).
Com a captura de Roma (1870) e sua afirmação como capital do Reino da Itália, a região foi destinada à construção de novas instituições públicas, como o grande Palazzo delle Finanze. O novo rione de Castro Pretorio, edificado entre 1872 e 1881, um dos primeiros loteamentos pós-reunificação, foi demarcado para a construção de pequenas villas e palácios refinados para abrigar a nova classe dirigente, que se concentrava no entorno da Piazza dell'Indipendenza, uma espécie de "sala de estar urbana", servida por linhas de bondes e local de realização desfiles e festividades.
Entre os novos palácios construídos, particularmente interessante era o do senador Giacomo Astengo, construído entre 1879 e 1881, em estilo neorrenascentista, conhecido como Villino Astengo (não confundir com o Villino Astengo, da mesma família, localizado no rione Sant'Angelo, perto da Grande Sinagoga de Roma). Em 1920, Rosa Sestieri Castelnuovo obteve a licença municipal para realizar uma substancial transformação no local, sob o comando de Enrico Panicorni, construindo novos anexos na Via Varese e a na Via San Martino della Battaglia, além de um jardim de frente para o qual ficaria um dos edifícios de serviço. Em paralelo, a família Castelnuovo construiu, em 1922, um villino no terreno vizinho, também projetado por Panicorni, conhecido como Villino Castelnuovo. O edifício principal foi objeto de novas reformas: em 1938, foi transformado no Palazzo dei Marescialli ("Palácio dos Marechais") depois de ter sua fachada completamente renovada por Gennaro De Matteis e da realização de importantes alterações no interior, projetadas por Michele Oddini, para adequá-lo às funções de representação e militares dos marechais aos quais ele foi alugado. 
A passagem para o serviço público ocorreu com o confisco do edifício em 1939 e sua transformação, em 1960, na sede do Conselho Superior da Magistratura depois de novas reformas.

## Decoração
O salão principal, chamado Aula Bachelet, conta com uma série de quatro relevos em talha dourada com histórias de Marco Polo, obra de Romano Rui. No salão vizinho, conhecido como Studio del Presidente della Repubblica, e em sua antecâmara, estão valiosos móveis provenientes das coleções estatais. 
Ao caráter formal e solene do palácio se juntou, de forma complementar, a decoração do vizinho Villino Castelnuovo, adquirido pelo Conselho Superior em 1985 e destinado a abrigar suas comissões especiais. Formando um contexto agradável para as obras institucionais, as pinturas nos tetos das salas se desenvolvem sucessivamente em desenhos luminosos em estuque dourado, pérgulas com rosas, caixotões coloridos e temas mais elaborados, como a exaltação da música e de Ártemis.